# Dream On (serie televisiva)
Dream On è una situation comedy statunitense andata in onda sulla HBO dal 1990 al 1996.
In Italia la prima stagione è andata in onda dal 27 ottobre 1993 su Italia 1, mentre le successive verranno trasmesse su Canale 5.
Il telefilm fa riferimento all'omonima canzone del gruppo Aerosmith.

## Trama
La serie è incentrata su Martin Tupper (interpretato da Brian Benben) che vive in un appartamento a New York con suo figlio. Martin frequenta spesso la sua ex moglie mentre esce con altre donne e cerca il successo come editor. La serie riprende spesso parti di vecchi telefilm e film per esprimere al meglio le sensazioni e gli umori di Martin.

## Episodi
Sono state realizzate sei stagioni della serie, per un totale di 120 episodi.
| Stagione         | Episodi | Prima TV originale | Prima TV Italia |
| ---------------- | ------- | ------------------ | --------------- |
| Prima stagione   | 14      | 1990               | 1993            |
| Seconda stagione | 15      | 1991               | 1995            |
| Terza stagione   | 26      | 1992               |                 |
| Quarta stagione  | 24      | 1993-1994          |                 |
| Quinta stagione  | 13      | 1994               |                 |
| Sesta stagione   | 27      | 1995-1996          |                 |

## Trasmissione
In Italia la serie venne trasmessa da Canale 5 a tarda serata o ad orari notturni per via della censura e delle diverse scene in cui vengono presentate delle nudità. Nel 2008 con la nascita del nuovo canale Rai 4 del digitale terrestre Dream On è stata ripreso con tutti gli episodi e le 6 stagioni trasmettendolo di mattina e di notte.